# 약수고가도로
약수고가도로(藥水高架道路)는 서울특별시 중구 신당동 374-112번지에 위치해 있었던, 420m 길이의 고가 차도였다.
1984년 12월 31일에 개통되었다. 그러나, 2000년대에 노후화가 발생하면서 안전상의 문제가 생겨서, 결국 2014년 7월 20일 오후 0시부터 차량통행이 전면 통제되었으며, 철거 개시 후 한달 반 만인 9월 4일에 완전 철거되었다.

## 같이 보기
- 아현고가도로
- 청계고가도로
- 홍제고가도로
- 노량진고가도로